# 名古屋市立大坪小学校
名古屋市立大坪小学校（なごやしりつ おおつぼしょうがっこう）は、愛知県名古屋市天白区大坪二丁目にある公立小学校。

## 沿革
- 1975年（昭和50年） - 名古屋市立大坪小学校として開校[WEB 1]。
- 1977年（昭和52年） - 校歌が制定される[WEB 1]。
- 1984年（昭和59年） - 特別支援学級を新設する[WEB 1]。
- 1990年（平成2年）度 - 隣接地に学校公園として、植田大坪公園が整備される[1]。
- 2003年（平成15年） - トワイライトスクールを開校する[WEB 1]。

## 教育方針
教育目標
- 心身共に健全で　情操豊かな児童の育成[WEB 2]

校訓
- 心豊かな子（徳）、じょうぶで明るい子（体）、進んで学ぶ子（知）[WEB 2]

## 通学区域
- 名古屋市天白区

植田山一丁目・二丁目・三丁目・四丁目・五丁目、大坪一丁目・二丁目、塩釜口一丁目・二丁目、天白町大字八事（字裏山・字東萱野・字山田）、元八事五丁目、八事山(他の学校区と住所名の重複あり） 

## 進学先中学校
名古屋市では公立学校選択制が導入されていないことから、大坪小学校を卒業した児童の公立中学校進学先は名古屋市立御幸山中学校となる（進学時に学区の変更を伴う転居や私立学校へ入学などがない場合）。

## 地理

### 学区内の主な河川
- 植田川
- 八事裏川

### 学区内の主な施設
- なごや生物多様性センター
- 名古屋市立天白特別支援学校
- 名城大学天白キャンパス
- 八事霊園

## 交通
- 名古屋市営地下鉄鶴舞線塩釜口駅から徒歩15分[WEB 4]。
  - 又は塩釜口停留所、地下鉄植田停留所から名古屋市営バス植田12、天白巡回で大坪小学校停留所下車[WEB 4]。

### WEB
1. 1 2 3 4  “大坪小学校概要”.   名古屋市立大坪小学校. 2016年5月13日閲覧。
2. 1 2  “教育目標” (PDF).   名古屋市立大坪小学校. 2016年5月13日閲覧。
3. ↑  名古屋市教育委員会事務局子ども応援委員会制度担当部学校計画室計画係 (2015年9月1日). “名古屋市立小・中学校の通学区域一覧（天白区）” (PDF).   名古屋市. 2016年5月12日閲覧。
4. 1 2  “大坪小学校アクセス”.   名古屋市立大坪小学校. 2016年5月13日閲覧。

### 書籍
1. ↑  名古屋の公園100年のあゆみ編集委員会 2010, pp. 129–130.